# Brandolino Brandolini d'Adda

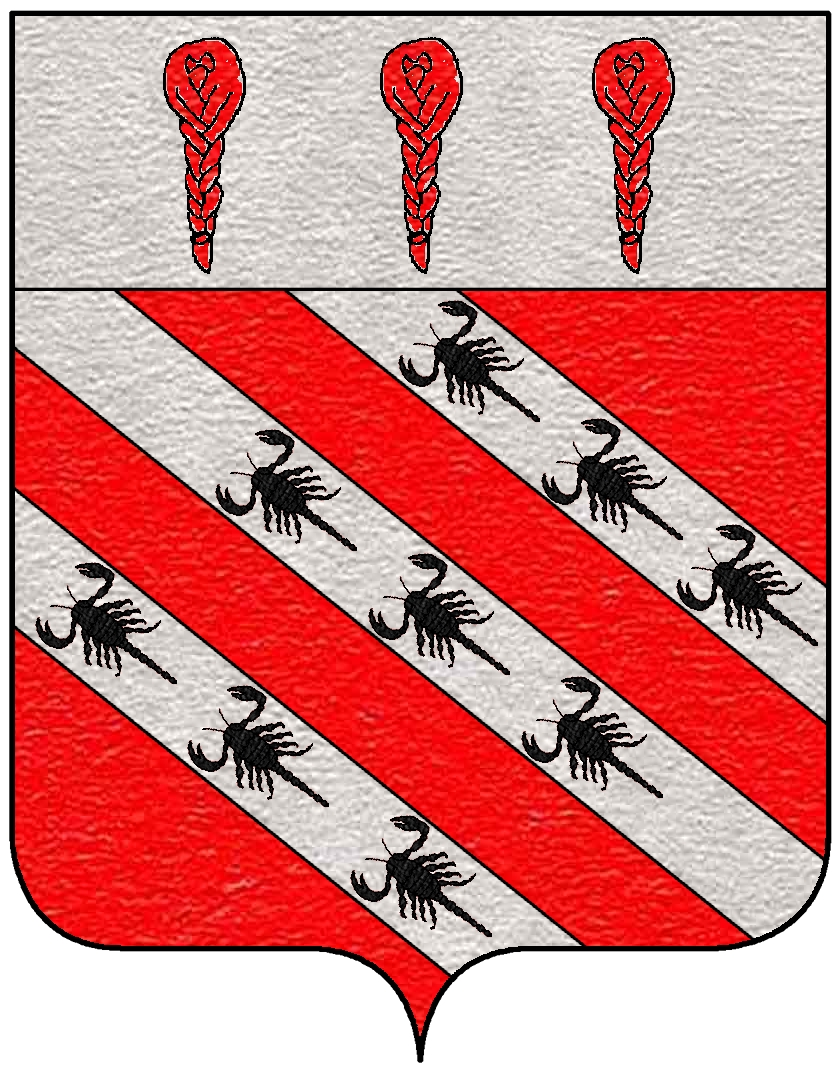
Stemma dei Brandolini

Brandolino Brandolini d'Adda (Cordignano, 22 giugno 1878 – Santorso, 28 giugno 1916) è stato un politico e militare italiano.

## Biografia
Discendente dei Brandolini, antica famiglia patrizia di origine forlivese, era figlio del senatore Annibale Brandolini e fratello del senatore Girolamo Brandolini d'Adda.
Allo scoppio della Grande Guerra, era partito per il fronte come volontario automobilista, per farsi poi trasferire in fanteria.
Gravemente ferito presso il ponte sul Posina, a Velo d'Astico presso Arsiero, morì poco dopo nell'ospedaletto da campo 8 di Santorso. Fu l'unico deputato a cadere nel corso del conflitto.